# La tragedia del Titanic
La tragedia del Titanic (Titanic) è un film del 1943 diretto da Herbert Selpin e Werner Klingler.
Conosciuto in Italia anche semplicemente con il titolo originale Titanic (con il quale è stato distribuito in DVD per Medusa Film nel maggio 2008), è un film tedesco del 1943, realizzato durante il regime nazista di Adolf Hitler, sotto la supervisione del Ministero della propaganda. Venne girato a Berlino dalla Tobias Productions per la UFA.

## Trama
Il film si apre con una dichiarazione da parte degli azionisti della White Star Line che i loro titoli in borsa stanno per fallire. Il presidente della White Star promette di rivelare un segreto durante il viaggio inaugurale della nave Titanic, segreto che cambierà le sorti delle loro azioni. Lui soltanto sa che la nave può infrangere ogni record di velocità mondiale e che ciò porterà ad un forte aumento del valore delle azioni della società. Lui e il consiglio di amministrazione della White Star pensano di ridurre le loro azioni vendendole, per poi riacquistarle ad un prezzo più basso poco prima che esse inizino la loro ascesa, poco prima che la notizia del record di velocità della nave arrivi ai giornali. La distribuzione del capitalismo e gli affari hanno un ruolo dominante per tutto il film.
L'eroe del film è inquadrato in un tedesco, il Primo Ufficiale Peterson, che la mala sorte assegnò alla RMS Titanic, al suo primo viaggio nel 1912. Egli chiede inutilmente ai ricchi e snob proprietari della nave di rallentare la velocità, ma questi rifiutano, ed il Titanic urta contro un iceberg. Queste persone si mostrano impreparate e codarde, mentre l'Ufficiale Peterson e una manciata di passeggeri tedeschi di terza classe vengono mostrati come delle brave persone. Peterson riesce a salvare diversi passeggeri, convincendo anche la sua amata a prendere posto in una lancia di salvataggio (in una scena che verrà riproposta anche nel Titanic di James Cameron), salvando anche una giovane ragazza che era stata lasciata sola nella propria cabina da una noncurante e insensibile madre inglese capitalista.
Il film è una particolare allegoria, dove la perdita del Titanic è correlata specificatamente all'avarizia britannica piuttosto che, come si ripete da sempre parlando della tragedia reale, su una più generale arroganza e presunzione umana. Il film include tutti i classici temi affrontati dai film sul Titanic: le varie storie secondarie parlano di avidità, arroganza, amori non ricambiati, amori appena nati, vecchie fiamme che si rincontrano sulla nave condannata, con la scena madre incentrata su una moglie che rifiuta di lasciare il marito e sceglie di restare sulla nave che fu affondata.

## Produzione
Il film venne girato a bordo del JJ Cap Arcona, nave passeggeri anch'essa affondata negli ultimi giorni della Seconda guerra mondiale, con una forte perdita di vite umane. Le scene con le lance di salvataggio vennero girate nel Mar Baltico, e molte scene di interni vennero girate presso i Tobias Studios. Titanic fu il film di maggior costo mai girato in Germania sino ad allora, e presentò diverse difficoltà, come ad esempio scontri tra gli attori e la produzione, differenze creative nel cast tecnico e una più generale frustrazione in seguito alle cattive notizie che la guerra stava riportando. Tutto questo portò Joseph Goebbels ad arrestare il regista Herbert Selpin per alto tradimento, ordinandone l'impiccagione nella sua cella per il giorno seguente. Il film venne poi completato da Werner Klingler.
La prima del film doveva tenersi agli inizi del 1943, ma il luogo dove la proiezione si doveva svolgere venne bombardato la notte prima dell'evento. Il film ebbe una debole anteprima a Parigi poco prima di Natale, ma alla fine Goebbels lo vietò completamente, affermando che i tedeschi, stremati dai continui bombardamenti alleati notturni, erano poco entusiasti di vedere un film che rappresentava panico e morte.
Il film venne riscoperto nel 1949, ma venne presto proibito in molte nazioni occidentali; comunque, il film ebbe un enorme successo tra la popolazione sovietica, poiché esso aveva forti relazioni con i film di stampo anti-capitalista. Dopo gli anni cinquanta il film tornò in una sorta di anonimato, con rari passaggi sulla TV tedesca. Nel 1992, invece, una copia censurata in alcune parti e di bassa qualità venne realizzata in Germania su supporto VHS: da questa versione vennero infatti eliminate le più forti scene di propaganda, ottenendo un forte ridimensionamento del suo controverso contenuto. Nel 2005, Titanic venne completamente restaurato e, per la prima volta, la versione senza censura venne realizzata in DVD dalla Kino Video.
Prima di essere restaurato era disponibile in lingua originale o con i sottotitoli in inglese.

## Collegamenti con altre opere

### Titanic, latitudine 41° Nord (A night to remember)
Per il 1943 il film aveva degli effetti speciali prodigiosi, tanto da pensare che alcuni di essi fossero stati copiati per realizzare il film Titanic, latitudine 41 nord del 1958. Questa cosa, in realtà, è stata ampiamente esagerata. Le uniche inquadrature utilizzate per il film del 1958 dovrebbero essere solamente quattro brevi inserti. Due dovrebbero riguardare, secondo le critiche ricevute, la navigazione del Titanic in acque calme durante il giorno, ma questo è un errore, poiché il modellino utilizzato per la nave nel film del 1943 è ben diverso da quello utilizzato nel 1958. Altri due dovrebbero essere brevi filmati dell'allagamento di un corridoio. Nessuna copia invece è riscontrabile per quanto riguarda le scene dell'affondamento.

### Titanicdi James Cameron
Svariati commentatori hanno visto come James Cameron conoscesse molto bene il film di Selpin e Klingler quando scrisse e diresse il suo film incentrato sul disastro della nave. Diversi aspetti della storia sono in entrambi i lungometraggi, ma non negli altri film dedicati alla sciagura, come ad esempio una netta avversione contro gli inglesi (in entrambi i film vi è una certa avversione, che nel lungometraggio di Cameron è più pacata); l'eroe (non britannico) che ordina alla sua ragazza di entrare in una lancia di salvataggio (con entrambe le versioni che vedono la ragazza ubbidire e scendere in mare sulla lancia, osservando il proprio uomo restare a bordo, anche se nella versione di Cameron Rose abbandonerà la lancia per tornare sulla nave); una ragazza promessa sposa a un riccone (matrimonio combinato dai genitori), ma per il quale non sente niente, che si innamora di un giovane affascinante; la presenza del “diamante blu” e un uomo che viene ingiustamente accusato di furto; un ufficiale che interviene durante una discussione tra due personaggi, indicando loro di mettersi il salvagente; un ragazzo di terza classe intrappolato nella cabina del comandante di bordo (poiché sotto arresto) che viene liberato grazie ad un'ascia; un Ufficiale che spara contro un uomo di terza classe. Vi è poi la scena dove un personaggio del film in piedi sulla grande scalinata viene informato da un altro personaggio che la nave sta affondando (scena presente anche in Titanic, latitudine 41 nord). Inoltre diverse scene e angolature delle riprese sono fortemente simili.